# Tramvajová doprava v Doněcku

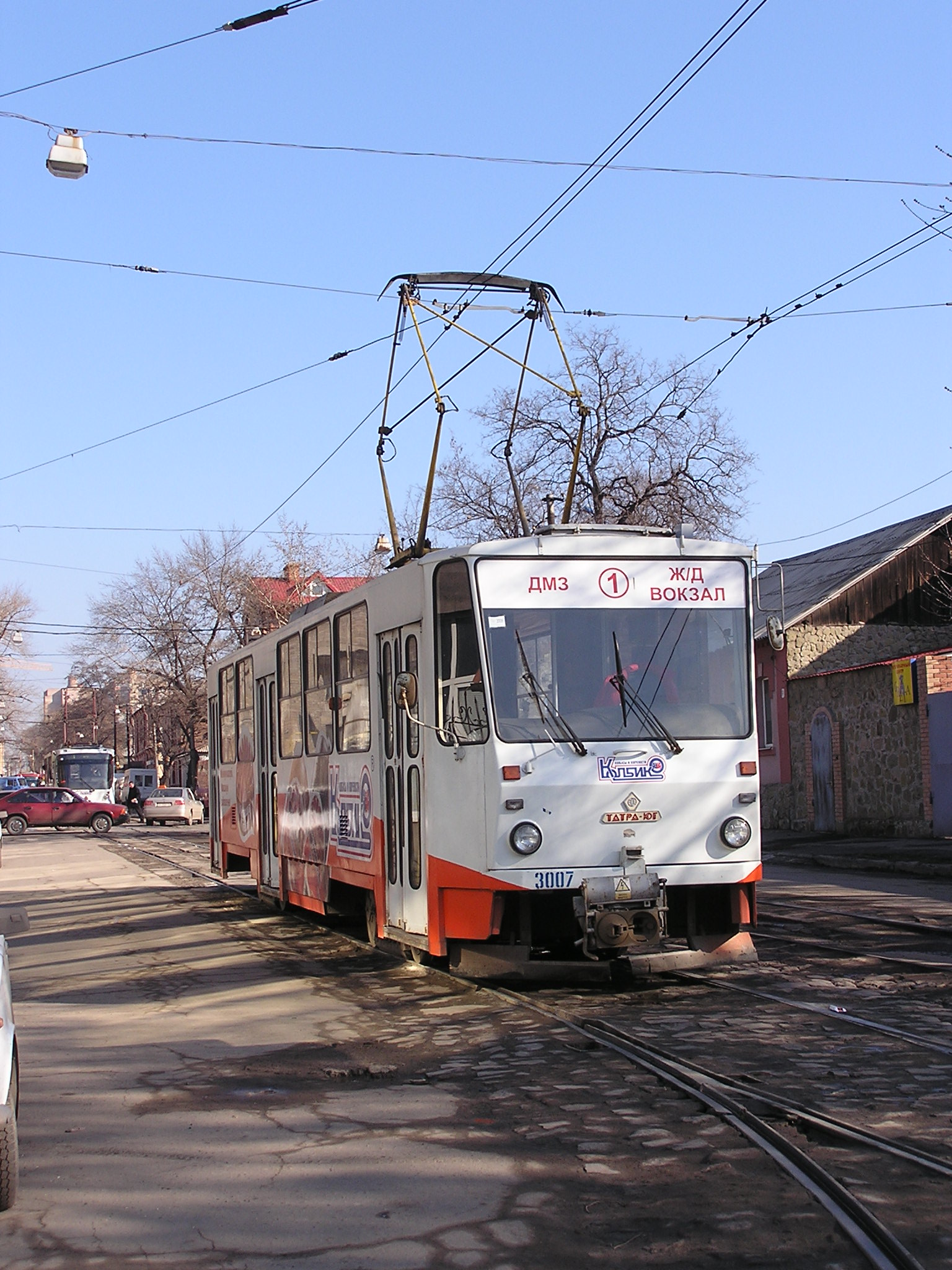
Doněcká tramvaj typu T6B5

Tramvajová doprava v Doněcku představuje jeden ze základních druhů místní městské hromadné dopravy. 
Tramvaje jsou páteří celé městské dopravy (130 km délka, okolo deseti linek). Tuto funkci má výhledově zastávat podzemní dráha (ta je sice rozestavěná, avšak vzhledem k ekonomickým problémům města se její dokončení vleče). V provozu (rozchod kolejí 1524 mm), který má celkem dvě vozovny, jezdí tramvaje původem z Československa, jedná se o vozy typů Tatra T3 (i v dvoudveřovém provedení) a Tatra T6B5. V nedávné době[kdy?] se objevily také i nové tramvaje typu TATRA-JUG K-1, které vznikají ve spolupráci měst Doněck a Dnipro.